# Pla de la Brugera
|  | Per a altres significats, vegeu «Estació de Pla de la Bruguera». |

El Pla de Bruguera-Magatzem Sony és una necròpoli de Castellar del Vallès (Vallès Occidental), inclosa a l'Inventari del Patrimoni Arqueològic i Paleontològic de Catalunya.
Es troba a 2 km al sud de la població, al Polígon industrial del Pla de la Bruguera, en terrenys propietat de la casa SONY España SA.
Es tracta d'una necròpolis d'incineració de la Primera Edat del ferro a Castellar del Vallès. La necròpoli es troba en una llarga esplanada interfluvial de 3 km de llarg i 1 km d'amplada, que s'estén en direcció nord-sud entre el nucli de Castellar del Vallès i el terme municipal de Sabadell. Els límits d'aquest pla estan fixats pel torrent de Colubrers, situat a 700 m a l'est del jaciment, i pel riu Ripoll, situat a 500 m a l'oest. Ambdós discorrem en direcció nord-sud en cursos molt encaixats que han determinat un paisatge suaument ondulat i pla amb sectors molt erosionats (talussos subverticals en el riu Ripoll i vessants de concavitat suau en el torrent de Colobrers).
El Pla de la Bruguera és a la depressió del Vallès, dins de la Depressió Prelitoral Catalana compresa entre el Llobregat i la Tordera. Els materials que recobreixen la depressió són sediments miocènics diversos, essencialment argiles i sorres, barrejats amb conglomerats de matriu sorrenca sense consolidar. Els conglomerats dominen al sud-oest de la serra Prelitoral, concretament a Sant Llorenç del Munt i Montserrat, on les formes són menys homogènies, i més capritxoses. Sectorialment, aquests materials poden estar recoberts per gruixuts dipòsits al·luvials i col·luvials aportats pels cursos fluviotorrencials durant el Quaternari, formant uns terrenys de fàcil habitabilitat i que han permès tota mena d'activitat agrícola al llarg de la història.
Des del punt de vista climatològic, i a causa de la seva situació, el Vallès té una rica varietat climàtica en la petita extensió del seu territori. S'hi localitzen dos dels tres grans tipus de clima a Catalunya: el tipus humit i el tipus mediterrani.
La vegetació dominant actualment a la zona de Castellar del Vallès és el bosc mediterrani, amb l'alzina (Quercus ilex), el pi blanc (Pinus halepensis), Pinus sylvestris i la sureda, però també s'hi troben arbres caducifolis com el vern (Alnus glutinosa) i el pollancre (Populus nigra) a les vores dels rius i dels torrents. Hem d'assenyalar que la presència de l'home, amb la seva intensa activitat agrícola i industrial duta a terme en els darrers anys, ha provocat que aquesta vegetació es trobi reduïda a les zones més elevades.
Des del segle xvii, aquesta zona ha estat utilitzada successivament com a devesa, vinya, camp d'aviació, sòl d'ús agrícola i actualment com terreny industrial fet que ha comportat constants i importants moviments de terres que han condicionat l'estat de conservació de les restes arqueològiques. Per, sort el jaciment estava situat en una zona de jardí destinada a una futura ampliació de la nau, la qual cosa va permetre, d'una banda que els moviments de terres no haguessin estat tan importants com per ocasionar la desaparició definitiva de les restes, i d'una altra, que es pogués fer la intervenció arqueològica sense interrompre el ritme de les obres que s'estaven duent a terme.
En el decurs de les tres campanyes realitzades, van actuar sobre una superfície total de 62.600 m2, que comprenien la part més septentrional de la parcel·la de la SONY. Es van fer treballs d'excavació arqueològica i/o prospecció sistemàtica sobre una superfície de 15.625 m2 

## Descobriment i historiografia del jaciment
El descobriment del jaciment es va produir a mitjans del mes de juny del 1992 a conseqüència d'unes pluges van quedar al descobert alguns fragments de ceràmica a mà. Els fragments de ceràmica van ser valorats, i indicaven que hi podia haver la presència d'un camp d'urnes amb una cronologia del Bronze final - Primera Edat del Ferro. A partir d'aquí, el Servei d'Arqueologia de Catalunya va decidir fer una intervenció arqueològica. L'actuació que es va dur a terme va ser d'urgència.
- La primera campanya es va portar a terme entre el 25 de juny al 25 de juliol del 1992.
- La segona campanya del 25 de gener al 22 de març del 1993.
- La tercera campanya del 14 al 24 de novembre del 1994.

La mobilització de tots aquests recursos van ser possibles gràcies al conveni de col·laboració i finançament signat pel Departament de Cultura de la Generalitat de Catalunya, la Universitat Autònoma de Barcelona, l'empresa Sony España SA, l'Ajuntament de Castellar del Vallès i el Museu de Sabadell.
La necròpolis del Pla de la Bruguera està formada per un total de 26 estructures funeràries concentrades en una àrea de 500 m² on es dipositaren les restes d'almenys 29 individus. Les pràctiques funeràries desenvolupades són senzilles i en general força homogènies.
Estructures d'enterrament:
1. Sense vas cinerari.
2. Amb urnes cineràries sense vasets accessoris.
3. Amb urnes cineràries i vasets accessoris.

Les deposicions que acompanyen els enterraments són, en canvi, variades i en termes general es poden considerar riques. Presència externa de metall:
1. Únicament de bronze.
2. Amb presència de ferro i bronze.
3. Únicament de ferro.

Material metàl·lic:
1. Dues sivelles de cinturó de bronze: de cinturó poligolan amb decoració de calats i rectangular amb un sol garfi.
2. Tretze ganivets de ferro de fulla rectilínia i de secció triangular, amb reblons a la zona del mànec. El dors rebaixat i corbat a la punta.
3. Agulles: de tipus rodeta i un cap d'agulla de pes, aquestes dues de bronze. Una agulla de cap enrotllat de ferro.
4. Braçalets: molt fragmentats, tres de bronze i un de ferro.
5. Fíbules: de ressort bilateral i peu aixecat de ferro i de bronze; serpentiformes de ferro; i anular de ferro.
6. Anells: dos de secció arrodonida i un de planoconvexa.
7. Dena: exhumada i en bronze amb perforació circular i secció rectangular. Segurament formava part d'un objecte més complex.
8. Arracada: a partir d'una tija de bronze de secció quadrada i oberta.

Ceràmica:
Vores exvasades o rectes, amb el llavi arrodonit, aplanat a un vas de grans dimensions. Les bases recuperades són planes. Els gruixos de les parets varien entre 6 i 11 mm. Els acabats, en general, són indeterminables degut a la mala conservació dels fragments. Pel que fa a la decoració, hi ha impressions suaus fetes sobre la pasta o bé decoració plàstica constituïda per cordons.
Indústria macrolítica:
1. Tretze molins
2. Un morter

Altres troballes:
- Sis agrupacions de materials que no constitueixen unitats sepulcrals sinó que contenen restes en posició secundària que estarien associades a alguna de les estructures localitzades.
- Una estructura d'emmagatzematge de cronologia pròxima a la de la necròpoli.
- Cinc estructures de combustió de cronologia imprecisa.
- Dues fosses amb reompliment de material arqueològic divers. Aquestes pertanyen al Bonze Antic – Mitjà.

No s'ha localitzat els indicis del possible hàbitat on la gent que utilitzà la necròpoli devien desenvolupar les seves activitats quotidianes de producció i reproducció social.

## Contextualització cultural, mediambiental, econòmic, social i ideològic
Atesa la manca de datacions absolutes, la situació cronològica del Pla de la Bruguera s'ha de fer, necessàriament, a partir de l'anàlisi de les cronologies relatives dels diferents elements materials que s'hi ha localitat, i en particular de les manufactures ceràmiques i metàl·liques. L'estudi de la cronologia relativa dels conjunts ceràmics i metàl·lics del Pla de la Bruguera situen aquesta necròpoli en una forquilla entre el 650-575 aC, just en el moment en què s'està iniciant la introducció del ferro en aquesta zona, i quan encara no era un element fonamental per a la realització dels estris de producció.
El jaciment del Pla de la Bruguera és una necròpoli del tipus camp d'urnes de finals del segle VII, principis del segle vi aC situada en una àrea del prelitoral català en què els testimonis funeraris que poden situar-se en el context de la primera edat del ferro eren força escassos. El punt de referència més proper és el jaciment de la Granja Soley (Santa Perpètua de Mogoda), datat al 560-550 aC. La necròpoli es constitueix com un jaciment que omple el buit que hi havia fins ara en el coneixement de les pràctiques funeràries dels grups que, a mitjan segle VII aC, comencen a introduir la utilització del ferro al Vallès. Es pot complementar la visió de l'evolució dels rituals funeraris al Vallès des del bronze final al món ibèric, tot seguint un fil conductor que s'inicia en les primeres fases del bronze final amb les necròpolis de Can Missert (Terrassa) i Can Roqueta (Sabadell), segueix amb la necròpoli de la primera edat del ferro del Pla de la Bruguera i continua amb la Granja Soley ja en un moment de transició al món ibèric.
En tot aquest procés es demostra el manteniment de les característiques bàsiques del ritual funerari (cremació dels cossos, enterrament en fossa simple, aixovar d'acompanyament o ofrenes) tot i que el canvi en els elements de cultura material que hi trobem associats ens permeten seguir els canvis tecnològics que es van registrant, sobretot pel que fa a la introducció i la consolidació en l'ús del bronze i del ferro.
La necròpoli del Pla de la Bruguera esdevé, per tant, un jaciment clau per conèixer un aspecte tan important i que fins ara ens era desconegut, com és el dels rituals funeraris dels grups que habitaren al Vallès durant la segona meitat del segle VII i els primers anys del segle vi, moment especialment rellevant en la història d'aquesta zona per poder comprendre el pas vers un món obert a les influències mediterrànies com el que s'esdevé al segle vi aC a Catalunya en general i al Vallès en particular.
La recerca dels darrers vint anys ha posat de manifest que la primera edat del ferro és una etapa històrica que permet copsar l'evolució des dels darrers temps del bronze final, amb la maduració dels camps d'urnes, l'arribada de les relacions mediterrànies i el procés de formació de la cultura ibèrica. Es tracta d'una etapa de transició d'aquestes societats. Al llarg dels segles VII i VI aC en el NE de la península Ibèrica es produeix el desenvolupament dels camps d'urnes tardans i l'inici de l'horitzó ibèric antic.
El tret cultural més destacat és l'aparició d'un nou element, el ferro, que arribarà a tenir un gran paper en els futurs canvis socioeconòmics, a l'hora que planteja una de les qüestions més debatudes dels darrers temps com és la seva via d'arribada a partir del segle vii aC, amb l'excessiva polarització entre les vies meridionals vehiculades pels fenicis i les septentrionals d'origen transpirinenc.